# BAT-21 – Mitten im Feuer
BAT-21 – Mitten im Feuer (Bat*21 oder Bat 21) ist ein US-amerikanischer Kriegsfilm von Peter Markle aus dem Jahr 1988. William Charles Anderson und George Gordon schrieben das Drehbuch anhand eines Buches von William C. Anderson, das wahre Ereignisse schildert.

## Handlung
Lt. Colonel Iceal Hambleton nimmt als Navigator eines Aufklärungsflugzeuges an einem Einsatz über Vietnam teil, um ein Flächenbombardement besser planen zu können. Sein Flugzeug wird von einer sowjetischen Flugabwehrrakete vom Typ SA-2 abgeschossen, er kann sich jedoch als einziger rechtzeitig mit dem Schleudersitz retten.
Hambleton landet hinter feindlichen Linien und wird sofort vom Vietcong gejagt, da er ein Experte auf dem Gebiet von Raketen ist und Zugang zu geheimen Dokumenten hat. Per Funk kann er Kontakt mit dem Piloten einer O-2A Skymaster, Captain Bartholomew Clark (Rufname: „Birddog“), herstellen, während das Militär die Rettung organisiert. Dies erscheint allerdings unmöglich, da der Vietcong mit allen Mitteln versucht, diesen „dicken Fisch“ gefangen zu nehmen. Ein Rettungsversuch bei einem kleinen Dorf scheitert, als einer der Hubschrauber in einen Hinterhalt gerät. Bei diesem Einsatz muss der Helikopter aufgrund eines Treffers notlanden. Die beiden Piloten und zwei Besatzungsmitglieder werden vor den Augen Hambletons erschossen, woraufhin das Dorf mit Napalm bombardiert wird. Obwohl Hambleton über Funk darauf hinweist, dass sich Zivilisten als lebender Schutzschild der Vietcong im Dorf aufhalten, lassen sich die Offiziere in der Luft nicht von der Bombardierung abbringen.
Hambleton entwickelt eine Methode, den eigenen Truppen seine Position und sein weiteres Vorgehen mitzuteilen, ohne dass der feindliche Vietcong durch Abhörmaßnahmen Kenntnis davon erlangt. Er entwirft eine Karte mit allen Golfplätzen der US-Basen, auf denen er regelmäßig spielt. Anhand dieser Entfernungsangaben kann sein derzeitiger Aufenthaltsort ermittelt werden. Anfangs gelingt es nicht, Hambleton zu retten. Der von ihm mit entworfene Bombenangriff steht inzwischen unmittelbar bevor. Er würde auch seine derzeitige Position treffen. Doch der Pilot Clark fliegt unter Missachtung seiner Befehle mit einem Bell UH-1 Huey in die Zone, in der sich Hambleton aufhält. Es gelingt ihm, den Lt. Colonel unter Feindfeuer aufzunehmen. Allerdings wird der Helikopter getroffen und Clark muss notlanden. Doch beide überleben den schweren Bombenangriff und werden im Finale von einem Fast Patrol Craft, einem Patrouillenboot, aufgenommen.

## Kritiken
Roger Ebert schrieb in der Chicago Sun-Times vom 21. Oktober 1988, die authentisch wirkenden Drehorte und die „Energie der Darstellungen“ würden hineinziehend wirken. Der Film sei schnörkellos und beinhalte keinen „Unsinn der metaphysischen Erkenntnisse“ („lean, no-nonsense war film Hollywood used to make back before the subject became burdened with metaphysical insights“). Ebert fand es jedoch unglaubwürdig, dass Hambleton freizügig sein Funkgerät benutzte, obwohl er befürchte, vom Feind abgehört zu werden.
Rita Kempley schrieb in der Washington Post vom 21. Oktober 1988, der Film glorifiziere die amerikanischen Soldaten des Vietnamkriegs. Er sei ein Zwei-Personen-Drama, das man wegen der Darstellungen von Gene Hackman und Danny Glover „genießen“ könne. Der Film sei „smart“ – ähnlich würde ein Film mit Chuck Norris wirken, wenn Norris promovieren würde.

## Hintergrund
Der Film wurde in Malaysia gedreht. Er spielte in den Kinos der USA ca. 3,97 Millionen US-Dollar ein.

## Historischer Kontext
Der Film entspricht nur grob den historischen Ereignissen. Am 2. April 1972 wurde die Douglas RB-66C, Seriennummer 54-0466, der United States Air Force, USAF-Kode „BAT-21“ südlich der entmilitarisierten Zone zwischen Nord- und Südvietnam von einer nordvietnamesischen SA-2 Flugabwehrrakete abgeschossen (Koordinaten 16° 50′ 0″ N, 107° 1′ 0″ O). Von der sechsköpfigen Crew konnte sich nur Colonel Hambleton (Kodename BAT-21b) mit dem Schleudersitz retten und landete in einem von nordvietnamesischen Truppen besetzten Gebiet. So weit ist der Film korrekt. In der Nähe befand sich ein Rettungsteam der U.S. Army mit fünf UH-1B/H und AH-1G Hubschraubern, die versuchten, Hambleton zu retten. Zwei Hubschrauber wurden abgeschossen, von den insgesamt sechs Besatzungsmitgliedern starben drei, einer wurde gefangen genommen und zwei wurden gerettet. Am 3. April wurde eine North American OV-10A (Kode „Nail-38“), die nach Hambleton suchte, abgeschossen. Ein Besatzungsmitglied wurde gefangen genommen, eines nach zwölf Tagen gerettet. Diese Vorgänge tauchen im Film nicht auf. Eine im Film gezeigte Cessna 0-2 war nicht direkt an der Rettungsmission beteiligt, allerdings hielt sich eine Maschine dieses Typs zum Zeitpunkt des Abschusses in der Nähe auf und konnte Hambletons Landung beobachten. Das nach 12 Tagen gerettete Besatzungsmitglied der OV-10 war Lt. Mark Clark (Kode „Nail-38b“, ein Enkel des Generals Mark W. Clark), der im Film allerdings, mit anderem Vornamen, zusätzlich Hubschrauberpilot ist. In der Realität misslang am 6. April ein weiterer Rettungsversuch, bei dem der Sikorsky HH-53C-Hubschrauber der USAF abgeschossen wurde und alle sechs Besatzungsmitglieder ums Leben kamen. Im Film ist dies ein Sikorsky SH-3, den allerdings nur die United States Navy einsetzte. Einen Tag später wurde eine weitere OV-10A der USAF abgeschossen, beide Besatzungsmitglieder starben. Der „Film-Clark“ versucht schließlich Hambleton alleine mit einem Hubschrauber zu retten, wird aber abgeschossen. Dann werden beide von einem Patrouillenboot gerettet. In Wirklichkeit wurde Hambleton nach zehn Tagen schließlich von zwei Kommandosoldaten (U.S. Navy SEAL LT Tom Norris und South Vietnamese SEAL Petty Officer Nguyen Van Kiet) mit einer kleinen gestohlenen Sampan gerettet. Insgesamt starben bei der Rettung von Col. Hambleton elf Soldaten und drei wurden gefangen genommen.